# سمیه بنت خیاط
سمیه بنت خیاط (به عربی: سُمَيَّة بِنْت خَيَّاط) یا سمیه بنت خباط (به عربی: سُمَيَّة بِنْت خَبَّاط) ‎مادر عَمَّار یاسر و نخستین زنی است که نزد مسلمانان به عنوان شهید اسلام شناخته می‌شود.
منابع اسلامی می‌گویند که وی پس از روی آوردن به دین اسلام، با سختی زیادی روبه‌رو شد.

## کیستی
سمیه دختر خیاط یا سمیّه دختر خبّاط کنیز حبشی ابوحذیفة بن عتبه - بزرگ قبیله بنی مخزوم - و عموی ابوالحکم (معروف به ابوجهل) بود.

## ازدواج
همسرش یاسر، پسر عامر و از اعراب عنسی مذحجی قحطانی یمن بود؛ که همراه دو برادرش «حارث» و «مالک» از یمن به مکه راه افتاد تا برادر چهارمش را که بر اثر قحطی و خشکسالی و فساد اوضاع حکومت یمن، آواره شده بود، پیدا کند. یاسر در مکه ماند و ابوحذیفه، کنیزش را به همسری یاسر درآورد.
از این ازدواج، پسری به نام «عمار» زاده شد.

## شکنجه
هنگامی که سمیّه و شوهرش به پیشنهاد پسرشان عمّار اسلام آوردند، مغیره، ابوحذیفة بن عتبه، [[]]، و ابوجهل او و شوهرش را به شکنجه گرفتند.
مشرکان این سه نفر را در گرم‌ترین مواقع مجبور می‌کردند که خانهٔ خود را ترک بگویند و در زیر آفتاب گرم و باد سوزان بیابان به سر ببرند. ابوجهل در آن گرمای سوزناک خورشید عربستان و بر روی شن‌زارهای داغ به شکنجهٔ سمیه، یاسر و عمار پرداخت. آن‌ها سنگ‌های سنگینی روی سینهٔ هر یک از این سه نفر گذاشته و به سختی آن‌ها را شکنجه و آزار می‌دادند.
ابوجهل می‌گفت: یکی از این سه امر باعث رهایی و آسایش شما خواهد بود:
1. ناسزاگویی (سب و شتم) به محمد
2. بیزاری (تبری) جستن از او
3. بازگشت به لات و عزی

ولی از آن‌ها سخنی جز «الله اکبر» و «لا اله الا الله» و بد گفتن به لات و عزی و یاد کردن نام محمد با احترام چیزی شنیده نمی‌شد.
ابن اسحاق در مغازی روایت می‌کند که ابوجهل سنگی بزرگ بر سینه سمیّه می‌فشرد و می‌گفت بگو که لات و منات و عزی خدایان تواند. امّا سمیّه در همان حال به یگانگی خدا شهادت می‌داد و حاضر نشد خدایی لات و منات و عزّی را بپذیرد. ابوجهل سنگ را سخت‌تر می‌فشرد و با تازیانه سمیّه را می‌زد. بر اساس مغازی، کنیزان ابوجهل نزد او رفتند و از او خواستند سمیّه را رها کند اما او نپذیرفت.
وقتی ابوبکر از مسلمان شدن سمیه آگاه شد، نزد ابوجهل و ابوحذیفه رفت و از ایشان خواست که سمیّه را به او بفروشند. به استناد مغازی، هر چقدر ابوبکر قیمت را بالا برد ابوجهل حاضر به فروش سمیّه نشد. ابوبکر حتّی حاضر شد خون‌بهای سمیّه را به ابوجهل بپردازد تا ابوجهل در مقابل سمیّه را آزاد کند امّا ابوجهل نپذیرفت. پس از این، ابوجهل فروش برده به ابوبکر را ممنوع اعلام کرد. ابن اسحاق می‌نویسد که وقتی محمّد از تلاش ابوبکر برای خرید سمیّه آگاه شد او را دعا کرد.
در نتیجهٔ این مقاومت و پایداری، شکنجه‌های ابوجهل بر آن‌ها شدیدتر می‌شد؛ زره‌های آهنین بر بدن‌شان می‌کرد و آن‌ها را در آفتاب سوزان صحرای مکه نگاه می‌داشت؛ به نحوی که حرارت آفتاب و داغی آهن، بدنشان را می‌پخت و مغزشان را به جوش می‌آورد.

## مرگ
روزگار مکه به همین ترتیب با سختی و شدت هر چه تمام‌تر برای تازه مسلمان‌ها از جمله «سمیه» و همسر و فرزندش، سپری شد تا این که سرانجام سال پنجم بعثت فرا رسید. این شکنجه‌ها آن‌قدر تکرار شد که یاسر در آن میان جان سپرد. آخرین سخن سمیه نیز این بود که «ما راه خود را یافته‌ایم و به محمد ایمان آورده و رهبری او را پذیرفته‌ایم و هرگز از ایمان و هدفمان دست برنمی‌داریم». پس از آن، در یکی از روزها که «سمیه» با شکیبایی، زیر آزار و اذیت و شکنجهٔ بود، ابوجهل نیزه‌ای بر قلب او وارد کرد تا آن که سمیه جان سپرد.

## به خاک‌سپاری
جوانان قریش که شاهد این صحنه بودند، با تمام وحدت منافعی که در کوبیدن اسلام داشتند، عمار را از زیر شکنجهٔ ابوجهل نجات دادند، تا بتواند جسد پدر و مادر خود را به خاک بسپارد.

## معنی سمیه
در لغتنامه دهخدا معنای لغوی برای سمیه نیامده است و فقط به افراد بزرگی که این نام را داشته‌اند اشاره شده‌است.
تنها معنای ذکر شده برای این کلمه در فرهنگ لغت معتبر المعانی «اثر و عملكرد زهر در چيزى» است.
البته در یک بانک کلمه با نام «فرهنگ اسم ها» این لغت به صورت «صدای خوش، آوازی که در آن خیر باشد» نیز معنا شده‌است که جز همین بانک که مرجع معتبری به‌نظر نمی‌رسد، در جای دیگری این معنا ارائه نشده‌است.